# Одди, Муцио
Муцио Одди (ит. Muzio Oddi; 15 декабря 1569, Урбино —  15 декабря 1639, там же) — итальянский инженер, математик, гномоник, педагог, 
профессор математики университета Милана.

## Биография

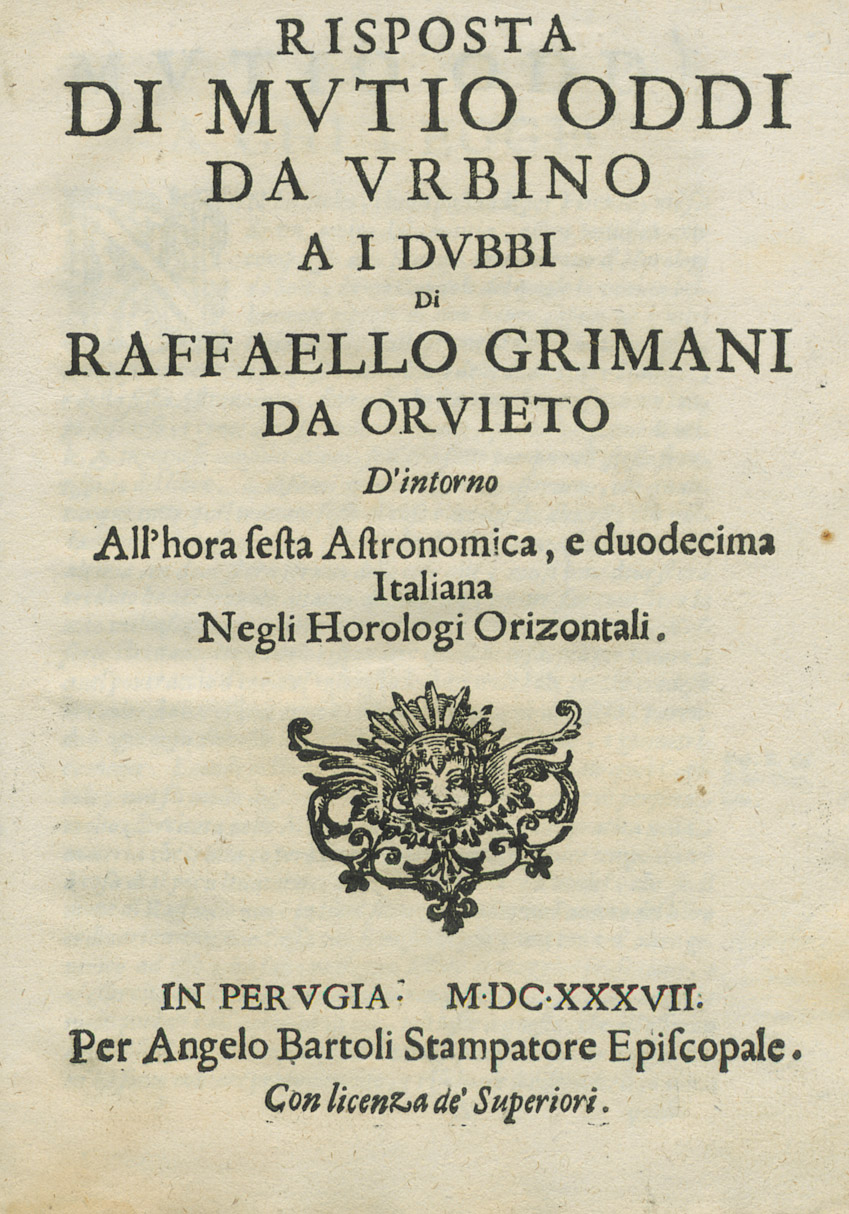
Risposta d'intorno all'hora sesta astronomica e duodecima italiana negli horologi orizontali

Первоначально обучался красноречию и философий, позже учился у художника Федерико Бароччи. Переехал в Пезаро, где работат под руководством математика и механика Гвидобальдо дель Монте, одного из главных учеников Федерико Коммандино. Был нанят для работы в Испании и Франции в качестве военного инженера, что требовало от него также помощи в обучении обращению с артиллерией. Ввернувшись в герцогство Урбино, работал инженером у герцога Франческо Марии II делла Ровере.
В 1601 году был обвинён в участии в заговоре с целью свержение герцога Франческо Марии и брошен в тюрьму. В 1609 году освобождён из заключения и сослан в Милан.
В Милане он выиграл конкурс на звание профессора математики. Опубликовал свои работы, написанные в тюрьме, в том числе De gli horologi sunari nelle superficie piane (1614), а также трактат под названием Dello Squadro (1625) о квадрантахт.

## Избранные труды
Автор трудов, посвящённых описанию устройств и употребления математических и геодезических инструментов.

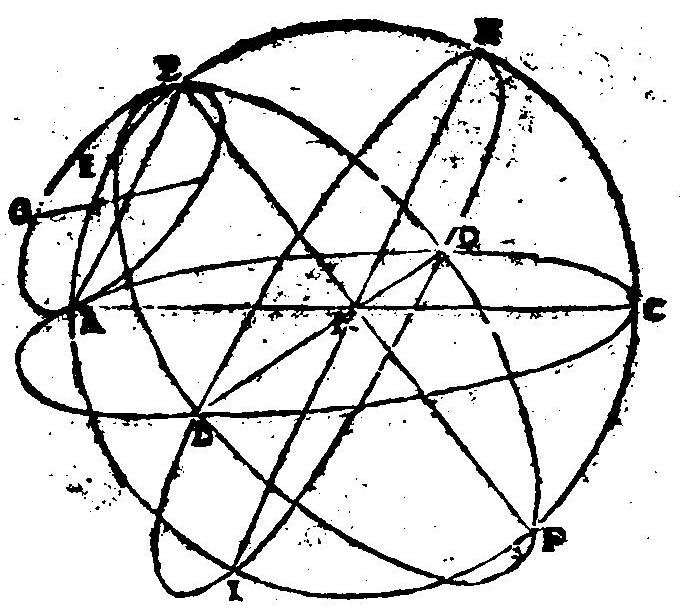
Иллюстрация из книги De gli horologi neri nelle superficia piane (1638)

- «Degli orologi solari» (Милан, 1614),
- «Della squadro» (там же, 1625),
- «Della fabricà e dell’uso del compasso polimetro» (там же, 1633)